# Stavrós (ort i Grekland, Mellersta Makedonien)
Stavrós är en ort i Grekland.   Den ligger i prefekturen Nomós Imathías och regionen Mellersta Makedonien, i den norra delen av landet, 300 km norr om huvudstaden Aten. Stavrós ligger 10 meter över havet och antalet invånare är 1 529.
Terrängen runt Stavrós är platt. Runt Stavrós är det ganska tätbefolkat, med 83 invånare per kvadratkilometer. Närmaste större samhälle är Véroia, 11,5 km sydväst om Stavrós. Trakten runt Stavrós består till största delen av jordbruksmark.